# Toxochitona vansomereni
Toxochitona vansomereni är en fjärilsart som beskrevs av Henry Stempffer 1954. Toxochitona vansomereni ingår i släktet Toxochitona och familjen juvelvingar. Inga underarter finns listade i Catalogue of Life.